# مسجد پائین صد خرو
مسجد پائین صد خرو مربوط به دوره قاجار است و در شهرستان داورزن، روستای صدخرو واقع شده و این اثر در تاریخ ۱۶ اسفند ۱۳۸۴ با شمارهٔ ثبت ۱۴۳۷۴ به‌عنوان یکی از آثار ملی ایران به ثبت رسیده‌است.